# Ивајлов устанак
Ивајлов устанак (бугарски: Въстанието на Ивайло) је била побуна бугарских сељака против владавине Константина Тиха и бугарских великаша. Побуна је подстакнута неуспесима централне власти да се суоче са монголском претњом у североисточној Бугарској. Монголи су деценијама пљачкали и пустошили бугарске територије, посебно област Добруџе. Слабост државних институција резултат је убрзаног процеса феудализације Бугарског царства.
За вођу Ивајла, савремени хроничари тврде да је био свињар. Показао се као успешан генерал и харизматични вођа који је у првим месецима устанка поразио монголску и царску војску, лично убивши Константина Тиха у бици. Касније је тријумфално ушао у Трново, бугарску престоницу, оженивши Марију, цареву удовицу, и приморавајући великаше да га прихвате за бугарског цара.
Византијски цар Михаило VIII Палеолог је покушао да ситуацију у Бугарској искористи за своје циљеве интервенцијом у борбама око престола. Послао је Јована Асена III, сина бившег цара Мице Асена, да преузме бугарски трон на челу велике византијске војске. Истовремено, Михаило је подстрекао Монголе да нападну Бугарску са севера, присиљавајући Ивајла да се бори на два фронта. Ивајло је поражен од Монгола и опседнут у тврђави Драстар. У његовом одсуству, трновски великаши отварају врата Јовану Асену III. Међутим, Ивајло је успео пробити опсаду и Јован Асен III бежи натраг у Византију. Михаило је послао две велике војске како би преокренуо ситуацију у своју корист, али су обе војске поражене у Балканским планинама.
У међувремену, племство главног града прогласило је за јединог цара Георгија Тертера. Окружен непријатељима и суочен са расипањем својих савезника, Ивајло је побегао на двор монголског кана Ногаја да тражи помоћ, али је тамо убијен. Ивајлов устанак утицао је на даљу историју Византије и Бугарске. Чак два "Псеудо-Ивајла" појавила су се у Византији, уживајући подршку великог броја сељаштва.

## Позадина

### Политичка ситуација у Бугарској
Након смрти Јована Асена II (1218—1241), Друго бугарско царство почиње да слаби као резултат низ слабих, малолетних владара и унутрашњих борби међу племством. Север Бугарске суочио се са инвазијом Монгола 1242. године и њиховим константним нападима. Иако је Јован Асен II поразио Монголе непосредно пре своје смрти, регент Калимана I Асена (1241—1246) пристао је на плаћање годишњег данка Монголима како би избегао разарање државе. Монголска инвазија истовремено је довела до колапса лабаве куманске конфедерације у западном делу евроазијске степе и оснивању монголске Златне хорде. То је имали дугорочне политичке и стратешке последице по Бугарску, јер су Кумани били бугарски савезници и често су снабдевали бугарску војску коњима, док се Златна хорда показала непријатељски расположеном према Бугарима. На југу, Бугари губе велике делове Тракије и Македоније које од Бугарске одваја Никејско царство. Никејско царство није било погођено инвазијом Монгола. Земље на северозападу, укључујући и Београд, Браничево и Северински Банат, освојили су Угари.
Бугарска је 1256. године запала у грађански рат између Мице Асена (1256—1257), рођака Јована Асена II, који се учврстио у југоисточној Бугарској, и скопског бољара Константина Тиха (1257—1277), кога је племство у Трнову прогласило за цара. Истовремено, мађарски великаш руског кнежевског порекла, Ростислав Михаилович, се у Видину учврстио као још један носилац титуле бугарског цара и као такав је признат од стране угарског краља. Константин Тих излази као победник до 1261. године, али његова десетогодишња владавина није довела до стабилизације ситуације у Бугарској. Видин је остао одвојен од централне власти у Трнову. Монголи су редовно нападали североисточну Бугарску, пљачкали села и тиме паралисали економију. Исте године, Михаило VIII Палеолог (1259—1282) је заузео Цариград обнављајући Византију, те су Бугари добили још једног јакок непријатеља на југу. Константин Тих је 1260. године сломио ногу у лову, те је остао парализован од струка надоле. Ова инвалидност ослабила је његову власт, те је пао под утицај своје друге супруге Ирине Дукине Ласкарине, која је стално била укључена у интриге на бугарском двору, подстрекивана од својих рођака из Византије. Константин се напослетку развео од Ирине и оженио Марију Палеолог Кантакузину која је настојала да престо обезбеди за свога сина, чиме је од себе одбила племство.

## Унутрашње прилике у Бугарској и успон Ивајла
Феудализација Бугарске у 13. веку довела је до повећања броја кметова, као и до повећања моћи племства. То је, пак, довело до тежњи за већом самоуправом међу најутицајнијим племићима. Многи од њих успостављају полунезависне феудалне јединице које су само номинално признавале царску власт из Трнова. У другој половини 13. века сељаштво губи личне привилегије у корист феудалаца, као и црквеног племства, што смањује приходе обичног сељака погоршавајући његове услове живота. Истовремено, неспособност Константина Тиха да стане на крај сталним монголским упадима на североистоку земље допринела је избијању устанка и његовом брзом успеху. Монголске нападе покретао је полунезависни монголски кан Ногај, који је у то време био моћнији од врховног владара Златне хорде, Мунглетемура (1266—1280). Он је контролисао области данашње Молдавије и Украјине.
У таквој ситуацији долази до успона Ивајла. Он је био родом из североисточне Бугарске, највероватније из околине Провадије. Почео је да подстиче становништво на побуну. Византијски хроничари називају га "Bardokva" или "Lakhanas", док је његово право име познато само из повеље посвећене цркви у Сврљигу. Византијски историчар Георгије Пахимер пише да је Ивајло био свињар. Историчар Џон ван Антверп Фајн напомиње да су свиње у то време биле главни привредни производ Бугарске и да је поседник великог крда морао бити део локалне владајуће елите. Ивајлова мистичност допринела је да брзо стекне подршку и следбенике међу религиозним сељанима. Многи Бугари сматрали су га за Богом послатог спасиоца.

## Узроци побуне
Побуна је избила на пролеће или на лето 1277. године у североисточној Бугарској, која је била најизложенија монголским нападима. На лето 1277. године Ивајло је поразио једну монголску јединицу. Уследила је још једна победа и до јесени су сви Монголи били истерани из Бугарске. Постигавши оно што Константин није могао деценијама, Ивајлова популарност нагло расте. Међу његовим следбеницима нашао се велики број великаша који су били незадовољни интригама царице Марије. Људи су га поздрављали као цара и многе области дошле су под његову контролу.
Крајем 1277. године Константин Тих је коначно предузео мере како би се обрачунао са побуњеником. Окупио је малу војску и полако напредовао, јер је морао да путује на колима због повреде. Ивајло је напао и поразио Константинове снаге, побивши многе цареве блиске сараднике, док се остатак војске придружио побуњеницима. Ивајло је лично убио цара Константина Тиха, тврдећи да цар није учинио ништа како би одбранио своју част у бици. Након овог тријумфа, Ивајло је почео освајати утврђене градове у земљи који су се један по један предавали и прихватали га за новог цара. До пролећа 1278. године, само је престоница Трново остала под контролом царице Марије.

### Мешање Византинаца и признање Ивајла
У међувремену, византијски цар Михаило Палеолог је напустио Цариград и кренуо ка Једрену, које се налазило у близини византијско-бугарске границе, како би пратио догађаје у Бугарској и искористио тамошњу ситуацију у своју корист. Смрт Константина Тихог била је прави шок за Византији. У почетку, Михаило је намеравао оженити Ивајла својом ћерком, али је на крају одлучио да би било боље да одабере штићеника коме ће помоћи да се домогне бугарског престола. Избор је пао на Јована, сина бившег цара Мица Асена, који је затражио азил у Византији и држао поседе у Малој Азији. Иван се оженио Михаиловом ћерком Иреном и заклео на верност византијском цару. Проглашен је за бугарског цара као Јован Асен III. Византинци су поклонима покушали да поткупе бугарске великаше да подрже Јована Асена III. Истовремено су послати изасланици у Трново како би добили признање од царице Марије. У међувремену, Јован Асен је на челу византијске војске кренуо ка северу, док је Ивајло опседао Трново.
Суочена са два противника, Марија је у почетку покушала да преговара са Михаилом о томе да за цара прихвати њеног сина Михаила Асена, али је Михаило инсистирао на безусловној предаји. На изненађење свих, Марија је тада отпочела преговоре са Ивајлом нудећи му своју руку и бугарску круну под условом да Михаило Асен буде проглашен јединим наследником. Георгије Пахимер, византијски историчар, оптужио је Марију да се огрешила о свој покојног мужа. Њени поступци су у ствари били инспирисани мржњом према њеном ујаку, Михаилу, кога је сматрала јеретиком. У почетку Ивајло није хтео прихватити предлог тврдећи да му Марија нуди оно што ће он оружјем убрзо освојити. На крају је ипак пристао због "избегавања крвопролића у грађанском рату", јасно стављајући до знања да је он тај који даје милост, а не онај ко га прима.
На пролеће 1278. године Ивајло је тријумфално ушао у Трново, оженио Марију и прогласио се царем Бугарске. Међутим, пошто је био неискусан у државним пословима, Ивајло није успео да учврсти своју власт међу племством у главном граду. Често се свађао са Маријом. Византинци су на Бугарску послали јаке трупе под командом Михаила Главаса да подршке Јована Асена и подстакли Монголе да нападну Бугарску са севера, стављајући Ивајла у ситуацију да мора да се бори на два фронта. Ипак, Ивајло није посустао, већ је енергично припремао своје снаге да се супротстави надмоћнијем противнику. Стекао је подршку многих великаша.

## Рат против Византинаца и Монгола
Ивајло је напустио Трново на лето 1278. године. Кренуо је најпре на север, поразио Монголе и потиснуо их преко Дунава. Ситуација на југу била је опаснија. Византинци су започели са нападима на широком фронту дуж Балканске планине, од прелаза Шипка до Црног мора. Нису успели да пређу планине док су Бугари били заузети на северу. Упркос огромним напорима и бројчаној надмоћи, Византинци су остварили незнатне добитке по веома високој цени. На пример, тврђава Ктенија заузета је тек након многих напада, а замкови Кран и Маглиж пали су уз велике жртве на византијској страни. Бугарски командант јужног фронта, Стан, храбро се борио и погинуо у одбрани Берое (Старе Загоре). Многи други Ивајлови команданти истакли су се у борбама против Византије: Момчило, Куман, Дамјан, Канчо. Све битке у којима је командовао Ивајло лично биле су успешне по Бугаре. Он се борио код Студене и Пиргице, а до јесени 1278. године Бугари су приморали Византинце да одустану од напада. Византијски морал био је на веома ниском нивоу. Ивајло није желео заробљенике. Георгије Пахимер пише да је "падање у руке Бугарима значило смрт".
Смиривши ситуацију на југу, Ивајло се могао суочити са другим монголским нападом на северу. Овога пута Бугари су се суочили са елитним снагама Ногај кана. Монголи су надјачали Бугаре и Ивајло је опседнут у важном граду Драстару на јужној обали Дунава, где је трпео тромесечну опсаду. Док је већина побуњеничке војске била ангажована на северу, Михаило VIII је отпочео са преговорима са трновским великашима и убедио локалне званичнике да прихвате Јована Асена за новог бугарског цара. Почетком 1279. године византијска војска, под командом Михаила Глаба, искрцала се у близини Варне и кренула ка главном граду, уз подршку монголских јединица којима је командовао Касим бег. Трновски великаши проширили су гласине да је Ивајло страдао у борбама против Монгола и отворили су врата Византинцима и њиховом штићенику. Јован Асен је проглашен за цара, а Марија, која је носила Ивајлово дете, протерана је у Цариград. Како би везао племство за себе, Јован Асен је своју сестру, Киру Марију, удао за Георгија Тертера, једног од најмоћнијих и најутицајнијих бугарских феудалаца, чија је престоница била тврђава Червен. Касим бег, који је награђен функцијом протостратора, сматрао је да је Георгије Тертер уздигнут на његов рачун, те је напустио Јована Асена и приближио се Ивајлу.
У међувремену су се наставиле борбе између Византинаца и устаника. Иако су Ивајлове снаге биле подељене на два дела, тешке борбе вођене су у планинама источног Балкана, нарочито око Котелског прелаза и превоја Варбица. Бугари су били опкољени са севера и са југа. Византинци су морали да заузимају тврђаву по тврђаву, што је изискивало велике жртве и коштало доста времена. Многа упоришта остала су неосвојена.
На пролеће 1279. године, Ивајло је успео пробити монголску блокаду у Драстру и опседнути Трново. Овај потез изненадио је Јована Асена и његове присталице. Михаило VIII је предузео мере да заштити свог штићеника и у лето 1279. године послао војску од 10.000 људи под командом протовестијара Мурина. Ивајло се није задржао код Трнова, већ је дочекао Византинце код Котелског прелаза 17. јуна 1279. године. Бугари односе потпуну победу, мада су били бројчано слабији. Део Византинаца страдао је у борби, а део је заробљен и погубљен по Ивајловом наређењу. Месец дана касније Византинци шаљу другу војску од 5000 људи на челу са протовестијаром Априном. Ивајло их је дочекао 15. августа 1279. године и нанео им тежак пораз, лично убивши Априна.

## Крај побуне и Ивајлова смрт
Услед пораза византијске војске, ауторитет Јована Асена је ослабио. Он и његова супруга Ирина потајно беже из Трнова, поневши са собом византијске царске инсигније које су држане у бугарској ризници још од битке код Трјавне 1190. године. Трновски великаши одбили су да отворе капије града Ивајлу и уместо тога су за цара уздигли Георгија Тертера. Ни монголска претња није била отклоњена, нити је Ивајло био у стању осигурати подршку бугарског племства и ујединити земљу против византијске и монголске опасности. Као резултат тога, Ивајлови следбеници, разочарани бескрајним ратовима без изгледа за мир, почели су да га напуштају. Ивајло је 1280. године прешао Дунав са неколико лојалних сарадника, укључујући и Касима, како би потражио помоћ од Ногај кана.
У почетку је Ивајло био добро примљен на Ногајевом двору. Када је вест о његовим намерама стигла у Цариград, Михаило је послао Јована Асена са богатим даровима монголском кану. Ногај је обећавао помоћ и једном и другом. На крају је превладао византијски утицај, јер је монголски кан био у браку са нелегитимном ћерком Михаила, Еуфросином Палеологином. Ивајло и Касим убијени су на Ногајевом двору. Еуфросина се заложила да и Јован Асен не прође као и они. На крају се вратио на своје поседе у Малој Азији где је умро 1303. године.

## Последице
Ивајло је уживао велику популарност и изван граница Бугарске након своје смрти. Најмање два "псеудо-Ивајла" појавила су се у Византији. Године 1284. Бугарин који је тврдио да је Ивајло је стигао на цариградски двор и понудио своје услуге цару Андронику II у борби против Турака. Андроник је тражио од бивше царице Марије да потврди да је то стварно Ивајло, те је тако варалица откривена. Псеудо-Ивајло је затворен, али је народ тражио да се пусти јер су се Турци "бојали варвара" (Ивајла). Андроник је схватио да нема шта да изгуби, те је пустио Ивајла против Турака. Ивајло је окупио велику војску сељака, што је изазвало бојазан племства од немира. Псеудо-Ивајло је зато поново затворен. Неколико година касније у Византији се појавио још један Бугарин (чије је право име било Иван) тврдећи да је Ивајло. Добио је војску за борбу против Турака, али је након почетних успеха заробљен и убијен.
У Бугарској, владавина Георгија Тертера (1280—1292) и његовог наследника Смилеца (1292—1298) карактерише се сталним монголским уплитањем у унутрашње послове Бугарске и распадом државе у корист локалних феудалних племића. Бугарска је изгубила готово све територије јужно од балканских планина које заузимају Византинци. Стање се мења доласком Теодора Светослава на власт (1300—1321), када је од Монгола враћена Бесарабија, а од Византинаца Северна Тракија.

## Наслеђе
Ивајлов устанак је пропао јер су се устаници борили не само против бугарских царева, већ и против Византинаца и Монгола и дела бугарског племства. Иако је завршен неуспешно, Ивајлов устанак довео је до тога да његов вођа буде проглашен за императора, циља коме су тежили многи побуњеници средњовековне Европе, а што је мало коме пошло за руком. У социјалистичкој Бугарској, Ивајлова побуна представљана је као друштвени покрет против феудализма и страних завојевача. У савременој Бугарској, Ивајло је поштован као борац за слободу и социјалне реформе. Међутим, нема доказа да су Ивајло и његови следбеници икада намеравали да спроведу друштвене реформе. Чињеница да су побуну подржавали неки великаши и да се Ивајло оженио омраженом Маријом указује на то да је главни фактор који је довео до успеха устанка била неспособност Константина Тиха. Бугарски историчари хвале херојство устаника и на устанак гледају као на светлу тачку бугарске историје, јер је Ивајло био способан да привуче велики број присталица свих друштвених слојева у циљу одбране Бугарске од спољних непријатеља. Ивајло се памти као херојски владар и трагична фигура која је представљала идеал "доброг владара".
Ивајловом устанку посвећена су бројна уметничка дела. Опера "Ивајло" Марина Големинова из 1959. године инспирисана је овим догађајем. Устанку је посвећен играни филм "Ивајло" из 1964. године режисера Николе Валчева по роману "Тињајућа жеравица" Евгенија Константинова и драма "Престоље" из 1921. године истакнутог бугарског песника и писца Ивана Вазова. Град Ивајловград у јужној Бугарској и село Ивајло у близини Пазарчика, носе име по вођи устаника. Ивајлу су посвећени споменици у неколико бугарских градова, као и споменик у част победе над Византијом у бици код Девине, око 5 km југоисточно од града Котела. Споменик под називом "Камена стража" уврштен је међу десет најзначајнијих споменика бугарске историје.